# 枕流王
枕流王（？—385年），是第15任百济国王，384年—385年在位。  

## 背景
枕流王是百济第十四任君主近仇首王的长子。他也是第一位接受佛教的百济君王。

## 中国的册封
公元384年，枕流王派遣使节从海上向东晋进贡。次年晋孝武帝册封枕流王为带方郡王，但是册封到达百济时，枕流王已经去世。
公元384年，东晋还派遣天竺僧侣摩罗难陀去百济传扬佛教，枕流王晚年皈依佛教并大力建设庙宇，在首都安排佛教徒出家。